# Hàm phân hình
Trong toán học, cụ thể là ngành giải tích phức, một hàm phân hình trên một tập con mở D của mặt phẳng phức là một hàm số chỉnh hình trên toàn bộ D ngoại trừ một tập các điểm cô lập, gọi là cực điểm của hàm số.
Mỗi hàm phân hình trên D có thể được biểu diễn thành tỉ số của hai hàm chỉnh hình (với mẫu số khác 0) trên D, khi ấy mọi cực điểm cũng là không điểm của mẫu số.

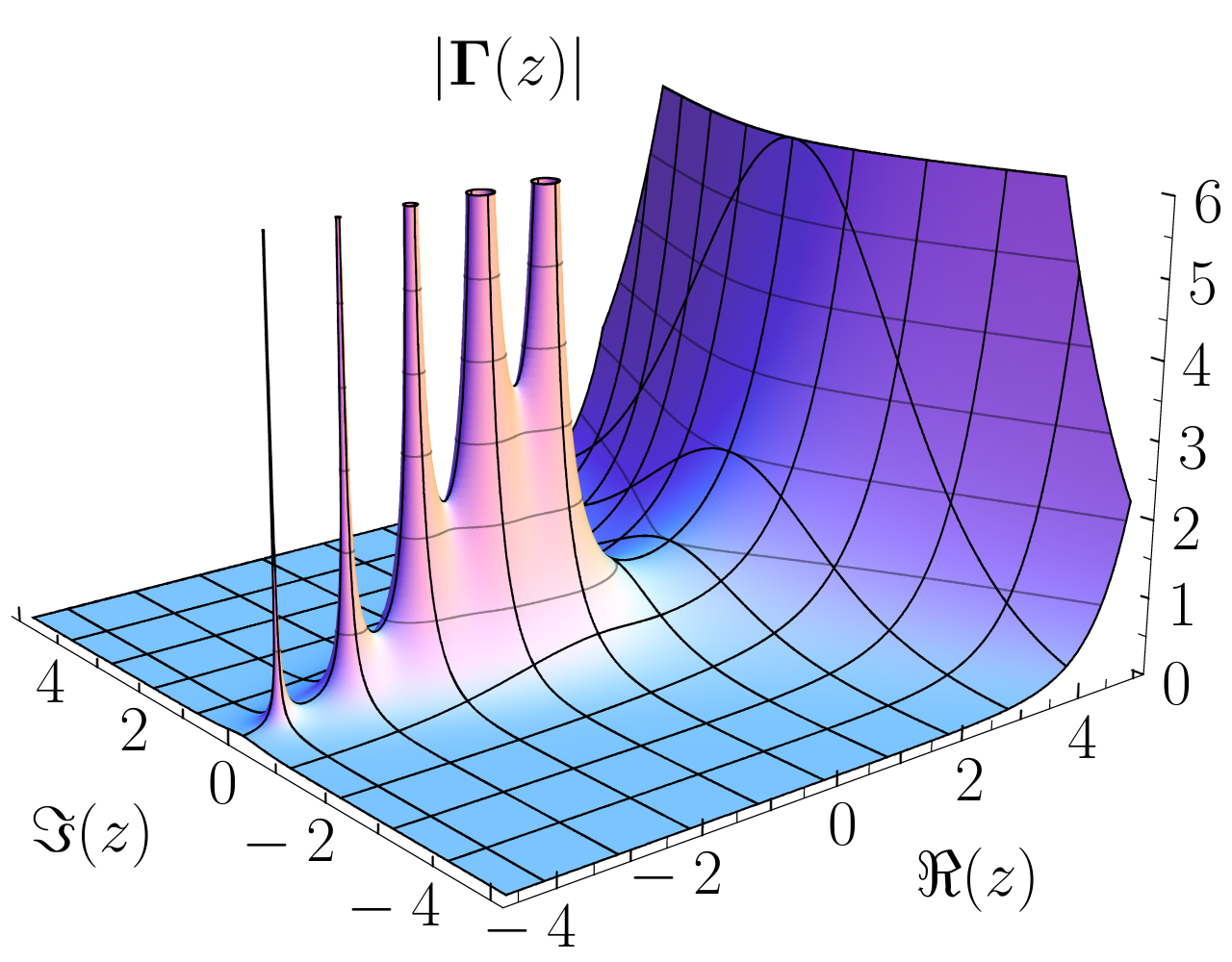
Hàm gamma là hàm phân hình trên toàn bộ mặt phẳng phức.

Theo cảm tính, do là tỉ số của hai hàm chỉnh hình, hàm phân hình cũng có hành vi dễ mô tả, trừ những điểm mà mẫu số của phân thức là 0. Nếu mẫu số bằng tại z còn tử số thì không, thì giá trị của hàm số tiến đến vô cùng; nếu cả tử lẫn mẫu đều bằng 0 tại z thì phải xét cả nghiệm bội này.
Từ góc nhìn đại số, nếu D liên thông, thì tập hợp những hàm phân hình là trường các thương của miền nguyên các hàm chỉnh hình. Điều này tương tự như mối liên hệ giữa số hữu tỉ và các số nguyên.
Hàm phân hình là một hàm bộ phận: miền xác định của nó là một tập con trù mật của {\displaystyle D}.

## Định nghĩa
Có ba dạng điểm kỳ dị cô lập, bao gồm: điểm kỳ dị bỏ được, cực điểm và điểm kỳ dị cốt yếu. Trong đó nếu a là một điểm kỳ dị cô lập của f thì a là cực điểm của f nếu
{\displaystyle \lim _{z\to a}\left|f(z)\right|=\infty }
Một cách định nghĩa khác đó là a là cực điểm của f nếu a là không điểm của 1/f.
Từ đó, hàm phân hình được định nghĩa như sau: một hàm f định nghĩa trên tập mở D được gọi là phân hình trên 
D nếu tồn tại tập con rời rạc P của D sao cho:
- P là tập các cực điểm của f, và
- f chỉnh hình trên D \ P.

Tập P có thể là tập rỗng, khi ấy f là hàm chỉnh hình trên D. Như vậy mọi hàm chỉnh hình đều là hàm phân hình.

## Thuật ngữ
Trong tiếng Anh, cụm từ meromorphic function được dùng để chỉ các hàm phân hình, còn holomorphic function được dùng để chỉ các hàm chỉnh hình. Từ này bắt nguồn từ tiếng Hy Lạp cổ đại meros (μέρος), nghĩa là "phần", và morphe (μορφή), nghĩa là "dạng" hay "hình dáng". Trái với holos (ὅλος), nghĩa là "toàn bộ".

## Tính chất
Do các cực điểm của một hàm phân hình bị cô lập, nên tập các cực điểm là đếm được, nhưng không nhất thiết hữu hạn, ví dụ như hàm số
{\displaystyle f(z)=\csc z={\frac {1}{\sin z}}.}
có cực điểm là πn với số nguyên n bất kỳ.
Bằng cách sử dụng thác triển giải tích để loại bỏ các điểm kỳ dị bỏ được, hàm phân hình có thể được cộng, trừ, nhân và tỉ số f/g có nghĩa trừ khi g(z) = 0 trên một thành phần liên thông của D. Do đó, nếu D liên thông, các hàm phân hình tạo thành một trường, thực chất là một mở rộng trường của số phức.

### Chiều cao hơn
Với nhiều biến phức, một hàm phân hình được định nghĩa là thương của hai hàm chỉnh hình tại địa hương. Ví dụ, f(z1, z2) = z1 / z2 là một hàm phân hình trên không gian afin phức hai chiều. Lúc này, mỗi hàm phân hình không thể xem là hàm chỉnh hình với các giá trị thuộc mặt cầu Riemann (tức mặt phẳng phức mở rộng, bao gồm các giá trị ở vô cùng)
Không như trong trường hợp một biến, với nhiều biến tồn tại những đa tạp phức mà trên đó không có hàm phân hình khác hằng nào, ví dụ như hầu hết hình xuyến phức.

## Ví dụ
- Tất cả hàm phân thức, ví dụ
{\displaystyle f(z)={\frac {z^{3}-2z+10}{z^{5}+3z-1}},}
phân hình trên toàn mặt phẳng phức.
- Các hàm
{\displaystyle f(z)={\frac {e^{z}}{z}}\quad {\text{và}}\quad f(z)={\frac {\sin {z}}{(z-1)^{2}}}}
cũng như hàm gamma và hàm zeta Riemann là phân hình trên toàn bộ mặt phẳng phức.
- Hàm số
{\displaystyle f(z)=e^{\frac {1}{z}}}
được định nghĩa trên toàn bộ mặt phẳng phức, trừ 0. Tuy nhiên, 0 không phải là cực điểm của hàm số, mà là một điểm kỳ dị cốt yếu. Vì thế, hàm số này không phân hình trên toàn bộ mặt phẳng phức. Tuy nhiên, nó phân hình (và chỉnh hình) trên {\displaystyle \mathbb {C} \setminus \{0\}}.
- Hàm lôgarit phức
{\displaystyle f(z)=\ln(z)}
không phân hình trên toàn bộ mặt phẳng phức, do nó không thể được định nghĩa trên toàn bộ mặt phẳng phức mà loại bỏ một tập các điểm cô lập.
- Hàm số
{\displaystyle f(z)=\csc {\frac {1}{z}}={\frac {1}{\sin \left({\frac {1}{z}}\right)}}}
không phân hình trên toàn bộ mặt phẳng phức, do điểm z = 0 là một điểm giới hạn của các cực điểm chứ không là một điểm kỳ dị cô lập. Hàm số
{\displaystyle f(z)=\sin {\frac {1}{z}}}
cũng không phân hình, do nó có điểm kỳ dị cốt yếu tại 0.

## Trên các mặt Riemann
Trên một mặt Riemann, mọi điểm đều có một lân cận mở song chỉnh hình với một tập con mở của mặt phẳng phức. Do đó khái niệm của một hàm phân hình có thể được định nghĩa trên một mặt Riemann.
Nếu D là toàn bộ mặt cầu Riemann, trường các hàm phân hình chỉ là trường các hàm phân thức một ẩn trên trường số phức, do ta có thể chứng minh bất kỳ hàm phân hình nào trên mặt cầu đều là hữu tỉ.
Với một mặt Riemann, một hàm phân hình tương đương với một hàm chỉnh hình có giá trị thuộc mặt cầu Riemann và khác hằng ∞. Các cực tương ứng với những số phức bị biến thành ∞.
Trên một mặt Riemann không compact, mỗi hàm phân hình đều có thể viết dưới dạng thương của hai hàm chỉnh hình. Mặt khác, trên một mặt Riemann compact, mọi hàm chỉnh hình đều là hằng số nhưng luôn tồn tại hàm phân hình khác hằng.
Những hàm phân hình tuần hoàn theo hai hướng phân biệt trên mặt phẳng phức được gọi là hàm elliptic.